# Ingelstorps mosse naturvårdsområde
Ingelstorps mosse naturvårdsområde är ett naturvårdsområde (som sedan 1998 likställs med naturreservat) i Ystads kommun. 
Naturvårdsområdet bildades 1998 och omfattar 184 hektar. Det ligger öster om Nybrostrand innanför strandområdet och består av betade, flacka ängsmarker, flera småvatten och småkärr samt ett större kärrområde.